# Robert Sheehan
Robert Michael Sheehan  (Irlandês: Roibeárd Mícheál Ó Siodhacháin; Portlaoise, 7 de janeiro de 1988) é um ator irlandês. Ele é mais conhecido por interpretar Nathan Young na telessérie Misfits, e Luke no filme Cherrybomb. Ele também co-estreou o filme Killing Bono como Ivan McCormick. conta com aparições nos filmes Geostorm (2017), Mortal Engines (2018), e na segunda temporada da série televisiva Genius; contou com uma participação especial no episódio especial de natal de The Young Offenders como uma versão caricata de si mesmo. Em 2019, Sheenan interpretou Klaus na série The Umbrella Academy.

## Carreira
Apareceu em filmes como A Dublin Story, Ghostwood, An Créatúr, Summer of the Flying Saucer e Caça às Bruxas. Na televisão, apareceu em 15 episódios na série Foreign Exchange interpretando Cormac MacNamara e em 13 episódios de Young Blades interpretando King Louis XIV. 
Em Março e Abril de 2008, interpretou o protagonista Addison Teller na mini-série Rock Rivals. Em Julho de 2008, interpretou Liam em BitterSweet, uma série comédia-dramática dirigida por Declan Eames. Em Março de 2009, apareceu como BJ na obscura trilogia da Channel 4,  Red Riding. Também interpretou um dos personagens principais do filme de 2009, Cherrybomb, Luke, ao lado de Rupert Grint. De 2009 a 2010, interpretou o jovem divertido e problemático Nathan Young na série da E4, Misfits, que conta a história de cinco jovens que cometeram pequenos delitos e foram obrigados a fazer serviço comunitário por alguns meses e, no meio de uma uma forte tempestade, são atingidos por relâmpagos e acabam ganhando superpoderes. 

Em 2010, foi indicado ao prêmio da IFTA na categoria Melhor Ator Iniciante e em Maio de 2011 foi indicado ao prêmio da  BAFTA na categoria Ator Coadjuvante Masculino por seu papel como Nathan Young.

Em Junho de 2011 foi anunciado que Sheehan iria estrelar na produção de John Crowley, The Playboy of the Western World. As apresentações foram de 17 de setembro a 26 de novembro no Old Vic Theatre, ao lado de estrelas como Ruth Negga e Niamh Cusack. 
Em 2013 participou do do filme Os Instrumentos Mortais, baseado no livro de Cassandra Clare, vivendo Simon Lewis. Atualmente é mais conhecido pelo papel de Klaus Hargreeves na série de TV The Umbrella Academy.

## Vida pessoal
Nascido em County Laois, Sheehan é o caçula de três filhos. Aos 17 anos, estudou no Galway-Mayo Institute Federal of Technology, mas abandonou o curso após um ano e, ao reprovar no ano letivo, não retornou.

## Filmografia

### Filmes
| Ano  | Título                                | Papel           | Nota           |
| ---- | ------------------------------------- | --------------- | -------------- |
| 2003 | An Cuainín                            | Filho de Duncan | Curta metragem |
| 2003 | Song for a Raggy Boy                  | O'Reilly 58     |                |
| 2003 | A Dublin Story                        | Clocker         | Curta metragem |
| 2006 | Ghostwood                             | Tim             |                |
| 2009 | An Créatúr                            | Conor Buckley   | Curta metragem |
| 2008 | Summer of the Flying Saucer           | Danny           |                |
| 2008 | Lowland Fell                          | Mark            | Curta metragem |
| 2009 | Cherrybomb                            | L               |                |
| 2010 | A Turtle's Tale: Sammy's Adventures   | Ray             | Voz            |
| 2011 | Season of the Witch                   | Kay             |                |
| 2011 | Demons Never Die                      | Archie Eden     |                |
| 2011 | Killing Bono                          | Ivan McCormick  |                |
| 2011 | The Borrowers                         | Spiller         | Filme de TV    |
| 2013 | The Mortal Instruments: City of Bones | Simon Lewis     |                |
| 2014 | Anita B.                              | Eli             |                |
| 2014 | The Road Within                       | Vincent         |                |
| 2015 | Moonwalkers                           | Leon            |                |
| 2015 | The Messenger                         | Jack            |                |
| 2016 | Jet Trash                             | Lee             |                |
| 2017 | Three Summers                         | Roland          |                |
| 2017 | Geostorm                              | Duncan          |                |
| 2018 | Mute                                  | Luba            |                |
| 2018 | Bad Samaritan                         | Sean Falco      |                |
| 2018 | Mortal Engines                        | Tom Natsworthy  |                |

### Televisão
| Ano            | Título               | Papel             | Notas                                       |
| -------------- | -------------------- | ----------------- | ------------------------------------------- |
| 2004           | Foreign Exchange     | Cornac Mac Namara | Elenco principal                            |
| 2005           | Young Blades         | Louis XIV         | Elenco principal                            |
| 2006           | The Clinic           | Shane Hunter      | Episódio: "#4.3"                            |
| 2006           | Bel's Boys           | Max               | Episódio: "#2.10"                           |
| 2008           | The Tudors           | Apprentice        | Episódio: "Everything Is Beautiful"         |
| 2008           | Rock Rivals          | Addison Teller    | Elenco principal                            |
| 2008           | Bitter Sweet         | Liam              | Minisérie                                   |
| 2009           | Red Riding           | BJ                | Minisérie                                   |
| 2009–2010      | Misfits              | Nathan Young      | Elenco principal                            |
| 2010           | Coming Up            | Jason             | Episódio: "Dip"                             |
| 2010–2013      | Love/Hate            | Darren            | Elenco principal                            |
| 2011           | The Borrowers        | Spiller           | Filme televisivo                            |
| 2012           | Accused              | Stephen           | Episódio: "Stephen's Story", "Tina's Story" |
| 2012           | Me and Mrs Jones     | Billy             | Elenco principal                            |
| 2017           | Fortitude            | Vladek Klimov     | Elenco principal (segunda temporada)        |
| 2018           | Genius               | Carlos Casagemas  | 2 episódios                                 |
| 2018           | The Young Offenders  | Ele mesmo         | Episódio especial de natal                  |
| 2019– presente | The Umbrella Academy | Klaus Hargreeves  | Elenco principal                            |